# Alfabeto francese
L'alfabeto francese è l'alfabeto utilizzato per scrivere la lingua francese. È basato sull'alfabeto latino ed è costituito da 26 lettere.

## L'alfabeto
| Lettera | Nome      | Pronuncia  | Diacritico o legatura |
| Aa      | a         | /a/        | à, â, æ               |
| Bb      | bé        | /be/       |                       |
| Cc      | cé        | /se/       | ç                     |
| Dd      | dé        | /de/       |                       |
| Ee      | e         | /ə/        | è, é, ê, ë            |
| Ff      | effe      | /ɛf/       |                       |
| Gg      | gé        | /ʒe/       |                       |
| Hh      | ache      | /aʃ/       |                       |
| Ii      | i         | /i/        | î, ï                  |
| Jj      | ji        | /ʒi/       |                       |
| Kk      | ka        | /ka/       |                       |
| Ll      | elle      | /ɛl/       |                       |
| Mm      | emme      | /ɛm/       |                       |
| Nn      | enne      | /ɛn/       |                       |
| Oo      | o         | /o/        | ô, œ                  |
| Pp      | pé        | /pe/       |                       |
| Qq      | ku        | /ky/       |                       |
| Rr      | erre      | /ɛʁ/       |                       |
| Ss      | esse      | /ɛs/       |                       |
| Tt      | té        | /te/       |                       |
| Uu      | u         | /y/        | ù *, û, ü             |
| Vv      | vé        | /ve/       |                       |
| Ww      | double vé | /dublə ve/ |                       |
| Xx      | iks       | /iks/      |                       |
| Yy      | i grec    | /iˈɡʁɛk/   | ÿ                     |
| Zz      | zède      | /zɛd/      |                       |
Speciali legature, come Œ ed Æ, esistono per alcune parole come œil, fœtus, bœuf, tænia, ex æquo.
- Tutte le lettere in francese sono di genere maschile e davanti ad esse non si fa mai l'elisione.

le emme, le esse
- La ù accentata con l'accento grave compare solo nell'avverbio où (dove) per distinguerlo dalla congiunzione ou (o, oppure) di uguale pronuncia che altrimenti sarebbe anche omografa.